# Summer Gigs 1976
Summer Gigs 1976 is een korte tournee van de Engelse rockgroep Queen door het Verenigd Koninkrijk dat kort op de A Night at the Opera Tour volgde. De tournee was voordat het album A Day at the Races werd uitgebracht, waarvan al enkele nummers ten gehore werden gebracht. Het is de laatste Queen-tournee waarin zanger Freddie Mercury zijn lange haar en zwarte nagellak droeg.

## Tracklist
1. Bohemian Rhapsody (intro)
2. Ogre Battle
3. Sweet Lady
4. White Queen (As It Began)
5. Flick of the Wrist
6. You're My Best Friend
7. Bohemian Rhapsody (reprise)
8. Killer Queen
9. The March of the Black Queen
10. Bohemian Rhapsody (outro)
11. Bring Back That Leroy Brown
12. Brighton Rock
13. Son and Daughter
14. '39
15. You Take My Breath Away
16. The Prophet's Song
17. Stone Cold Crazy
18. Doin' All Right*
19. Lazing on a Sunday Afternoon*
20. Tie Your Mother Down*
21. Keep Yourself Alive
22. Liar
23. In the Lap of the Gods... Revisited

Toegift:
1. Now I'm Here*
2. Big Spender*
3. Jailhouse Rock*
4. God Save the Queen (tape)*

* Niet gespeeld in Londen wegens tijdgebrek.

## Tourdata
- 1 en 2 september 1976 - Edinburgh, Schotland - Plyhouse Theatre
- 10 september 1976 - Cardiff, Wales - Cardiff Castle
- 18 september 1976 - Londen, Engeland - Hyde Park